# Fabless
Se denomina compañía sin fábricas o fabless a un fabricante de semiconductores que carece de una planta de fabricación propia para las obleas de silicio (llamada fundición o fábrica, y de ahí el nombre, sin fábricas) y se especializa en el diseño y la comercialización de chips. Para la fabricación de su producto contratan a grandes fundiciones como la taiwanesa TSMC, la estadounidense GlobalFoundries, o a empresas de semiconductores con plantas propias como IBM.
El concepto de estas compañías se debe a Bernie Vonderschmitt (cofundador de Xilinx, una de las pioneras en fabricar FPGA) y a Gordon A. Campbell de Chips and Technologies.
Una compañía de este tipo puede concentrar sus esfuerzos en la I+D de los productos sin verse obligada a invertir cuantiosas sumas (se estima en 1000 millones de dólares el coste de una planta nueva) en la creación y mantenimiento de una fábrica.
Por eso mismo, uno de los campos de ventas es la comercialización de sus diseños. Se pueden destinar a ser fabricados por terceros, para su integración en chips que dispongan de la funcionalidad de varios circuitos, o bien para su implementación lógica en un circuito FPGA, reteniendo siempre los derechos.
Algunas compañías fabless son:
- ATI Technologies y nVidia, especializadas en las unidades gráficas para tarjetas de vídeo de PC y videoconsolas
- Xilinx y Altera, especializados en chips FPGA.
- Broadcom y Qualcomm, especializados en chips de comunicaciones inalámbricas.
- Cyrix fue una empresa especializaada en microprocesadores para PC
- MediaTek una empresa especializada en chipsets de móviles de doble SIM, televisores de alta definición, GPS y reproductores de DVD.
- VIA Technologies, especializada en circuitos integrados, chipsets de placas base, GPU, CPU de arquitectura x86 y memorias.